# Vestfirðir

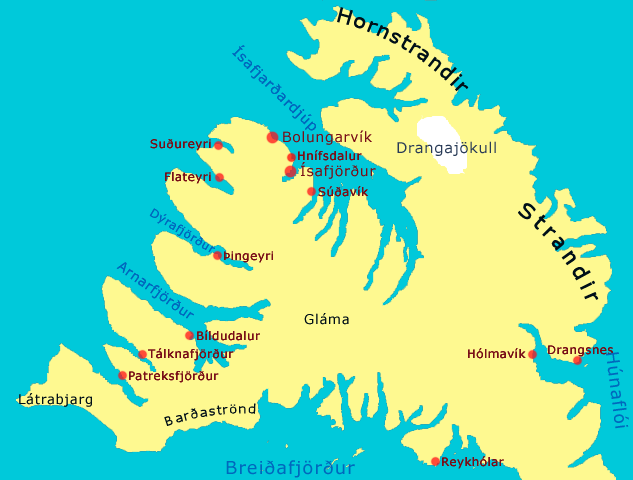
Mapa Západních fjordů

Vestfirðir (islandsky  ˈvɛstˌfɪrðɪr̥, doslova Západní fjordy; ISO 3166-2:IS: IS-4) je obrovský poloostrov na severozápadě Islandu a jeden z osmi statistických regionů země, nejméně obydlený statistický region. Leží v Dánském průlivu, směrem k východnímu pobřeží Grónska. Se zbytkem Islandu je spojen 7 km širokou šíjí mezi Gilsfjörðurem a Bitrufjörðurem. Vestfirðir je velmi hornatý; pobřeží je tvořené desítkami fjordů, které jsou obklopeny strmými kopci. Útesy v Látrabjargu tvoří nejdelší ptačí útes v severním Atlantském oceánu a jsou nejzápadnějším bodem Islandu. Ledovec Drangajökull se nachází na severu poloostrova a je pátým největším v zemi, ale také jediným ledovcem v regionu.

## Obyvatelstvo
Nedostatek rovinatých nížin v této oblasti omezuje potenciál pro zemědělství, které je většinou omezeno na pastvu ovcí poblíž fjordů. Dobré přírodní přístavy v mnoha fjordech a jejich blízkost k rybářským oblastem jsou pro místní ekonomiku životně důležité. Vestfirðir je velmi řídce osídlený, a to i na islandské poměry: v roce 2020 zde žilo celkem 7 115 obyvatel. Hlavním městem oblasti a zdaleka největší osadou je Ísafjörður (asi 4000 obyvatel).

### Hlavní sídla na Vestfirðiru
- Reykhólar
- Bolungarvík
- Brjánslækur
- Ísafjörður
- Tálknafjörður
- Flateyri
- Suðureyri
- Hnífsdalur
- Súðavík
- Bíldudalur
- Þingeyri
- Patreksfjörður
- Skálanes
- Hólmavík
- Drangsnes

### Počet obyvatel
| Rok  | Počet obyvatel | % islandské populace |
| ---- | -------------- | -------------------- |
| 1920 | 13 443         | 14,24 %              |
| 1930 | 13 133         | 12,09 %              |
| 1940 | 13 130         | 10,80 %              |
| 1950 | 11 300         | 7,83 %               |
| 1960 | 10 507         | 5,86 %               |
| 1970 | 10 050         | 4,91 %               |
| 1980 | 10 479         | 4,53 %               |
| 1990 | 9 798          | 3,80 %               |
| 2000 | 8 150          | 2,86 %               |
| 2007 | 7 309          | 2,32 %               |
| 2020 | 7 115          | 1,95 %               |

## Klima
Údaje jsou pro Goltur, který leží na špičce poloostrova 20 km severozápadně od Ísafjörðuru. Západní fjordy jsou obecně nejchladnější oblastí na Islandu, kvůli Východogrónskému proudu.
| Goltur – podnebí            | Goltur – podnebí | Goltur – podnebí | Goltur – podnebí | Goltur – podnebí | Goltur – podnebí | Goltur – podnebí | Goltur – podnebí | Goltur – podnebí | Goltur – podnebí | Goltur – podnebí | Goltur – podnebí | Goltur – podnebí | Goltur – podnebí |
| Období                      | leden            | únor             | březen           | duben            | květen           | červen           | červenec         | srpen            | září             | říjen            | listopad         | prosinec         | rok              |
| --------------------------- | ---------------- | ---------------- | ---------------- | ---------------- | ---------------- | ---------------- | ---------------- | ---------------- | ---------------- | ---------------- | ---------------- | ---------------- | ---------------- |
| Nejvyšší teplota [°C]       | 10               | —                | 11               | 11               | 17               | 18               | 19               | 18               | 15               | 18               | 13               | 11               | 19               |
| Průměrné denní maximum [°C] | 1                | 2                | 3                | 4                | 7                | 9                | 11               | 11               | 7                | 5                | 4                | 2                | 6                |
| Průměrná teplota [°C]       | −2               | 0                | 1                | 2                | 4                | 7                | 8                | 8                | 6                | 3                | 3                | 0                | 3                |
| Nejnižší teplota [°C]       | −3               | −2               | −1               | 1                | 2                | 5                | 7                | 7                | 4                | 2                | 1                | −1               | 2                |
| Zdroj: Weatherbase          |                  |                  |                  |                  |                  |                  |                  |                  |                  |                  |                  |                  |                  |

## Zákon
V roce 1615 bylo místními obyvateli zabito 32 ztroskotaných baskických velrybářů, načež soudce uzákonil, že jakýkoliv Bask viděn v regionu by měl být okamžitě zabit. Tento zákon byl zrušen v květnu 2015.

## Galerie

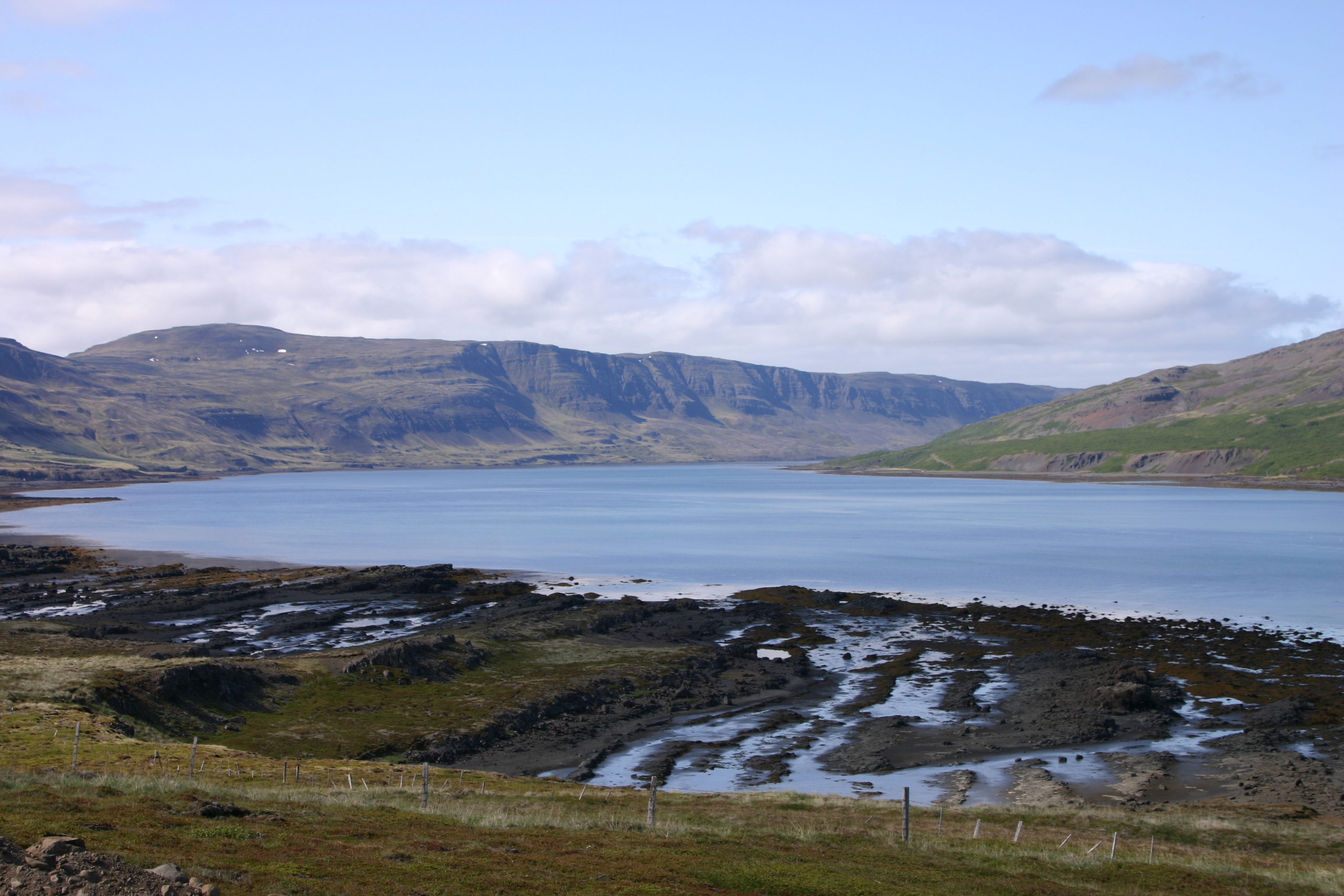
Západní fjordy
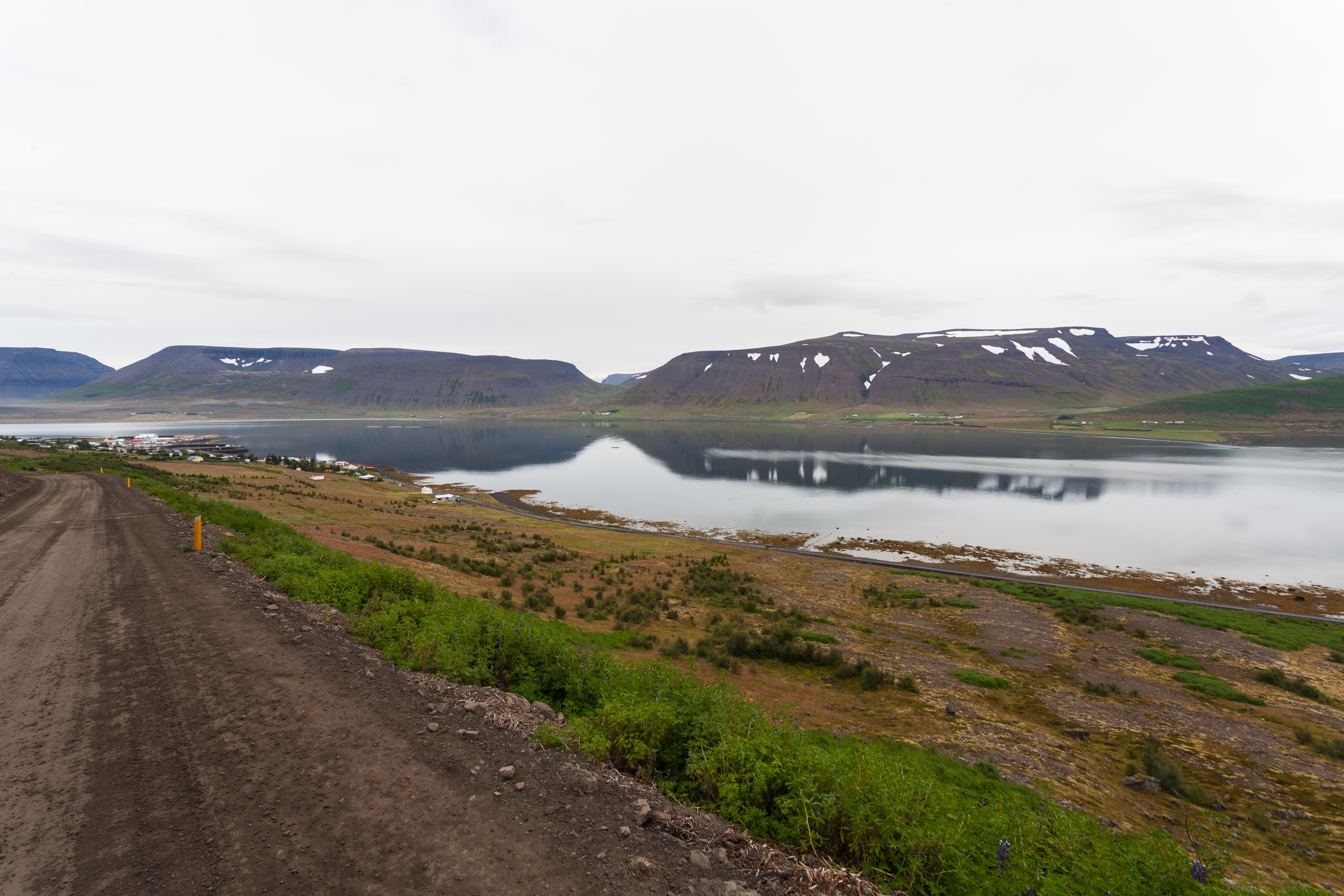
Dýrafjörður
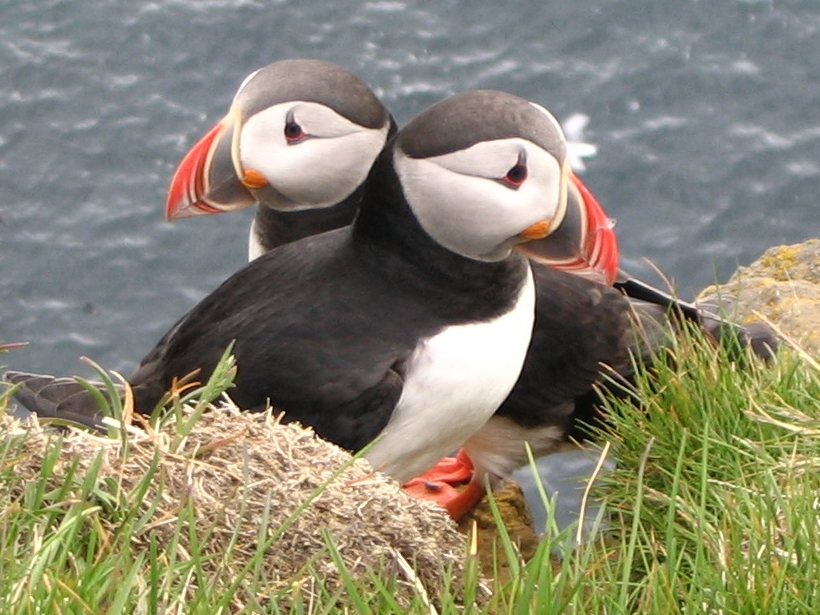
Papuchalci v Látrabjargu
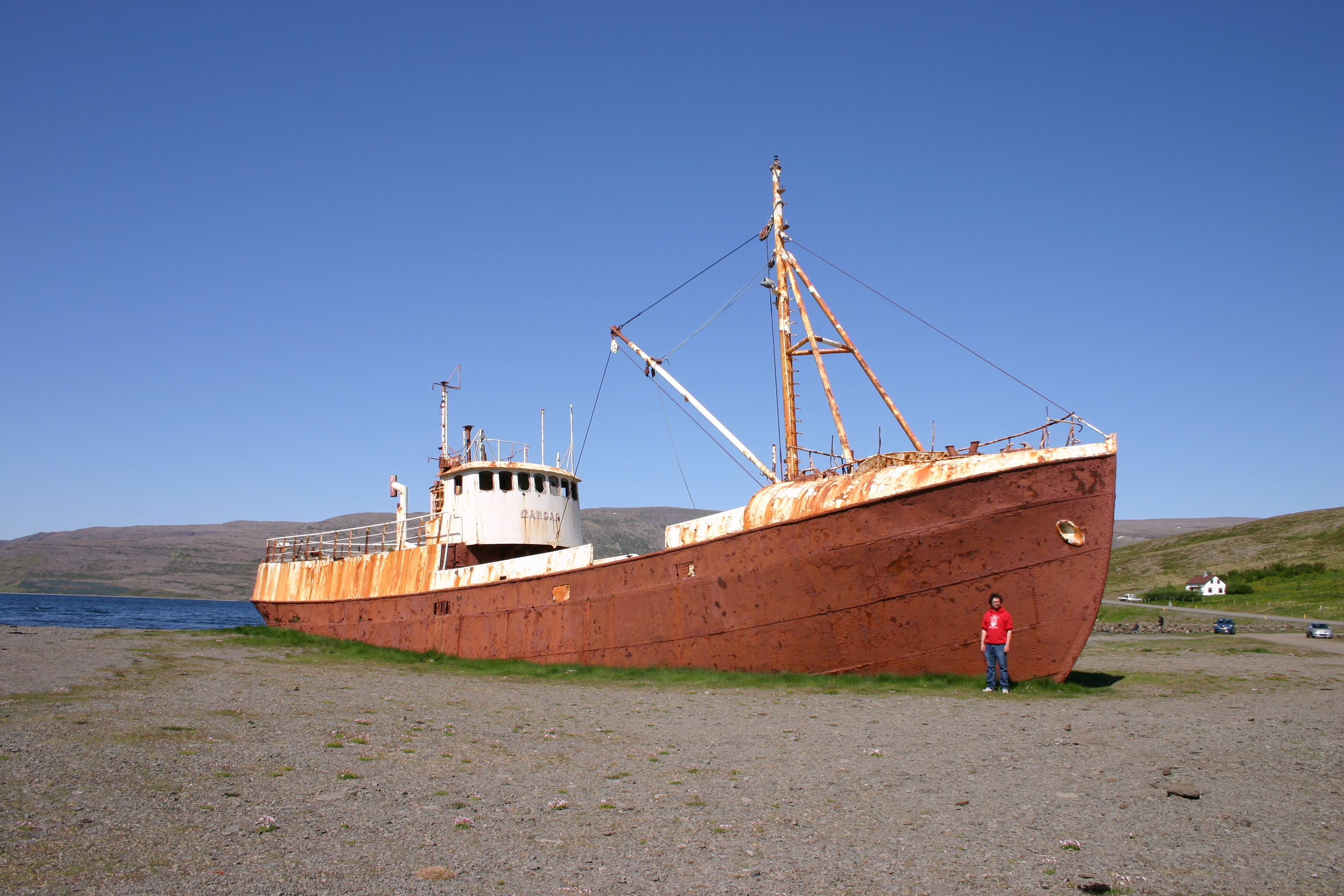
Nejstarší ocelová loď na Islandu
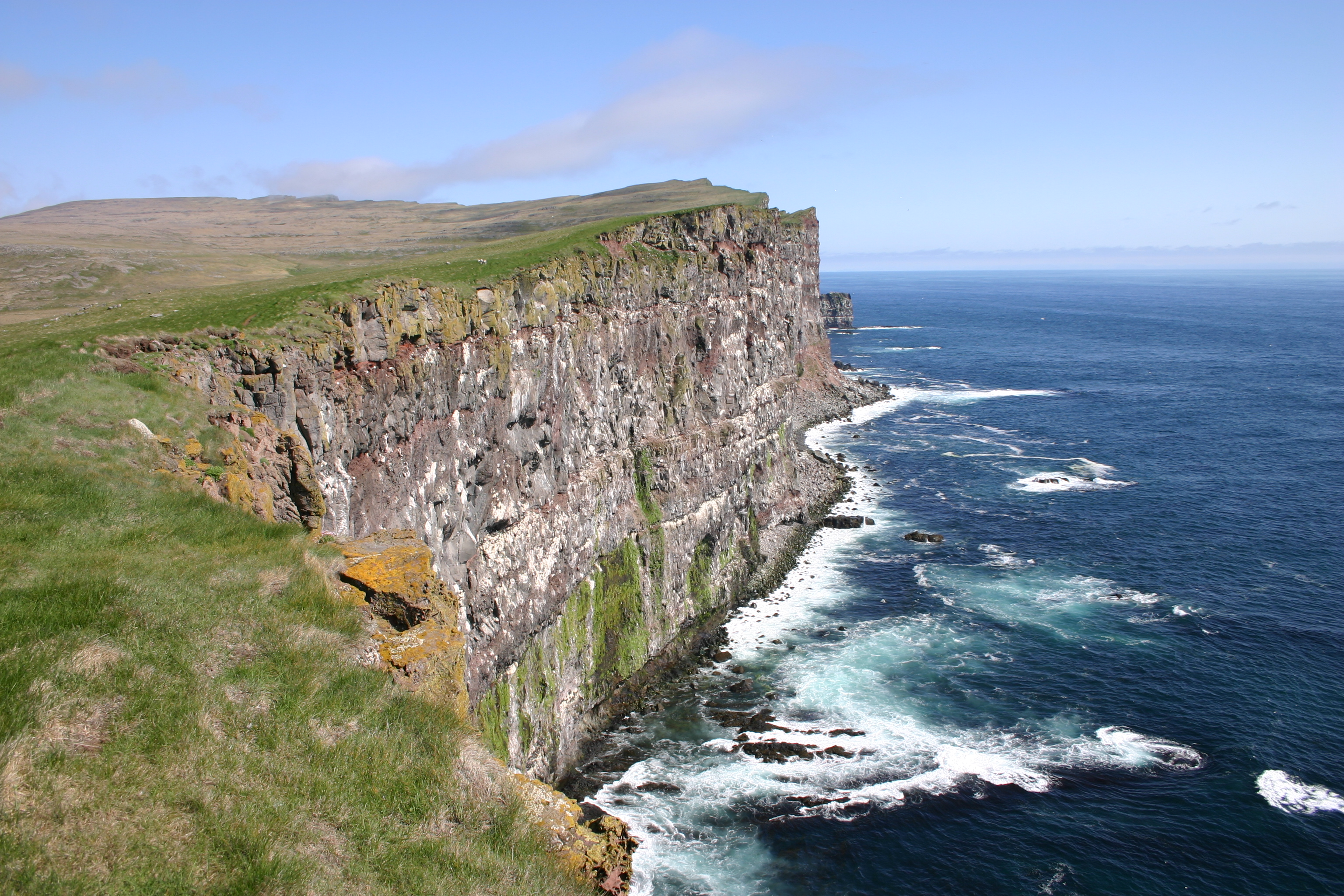
Látrabjarg
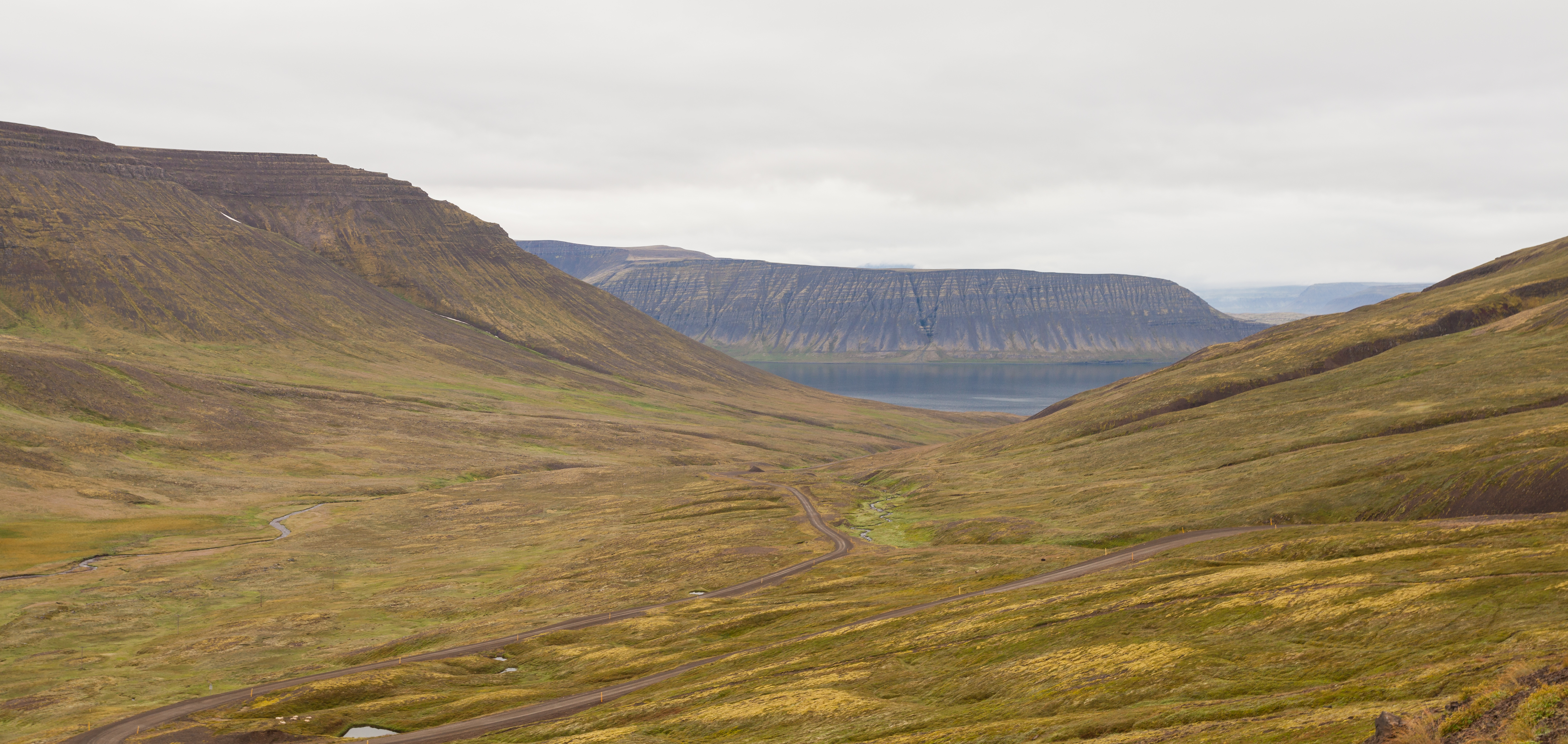
Hrafnseyrarheiði
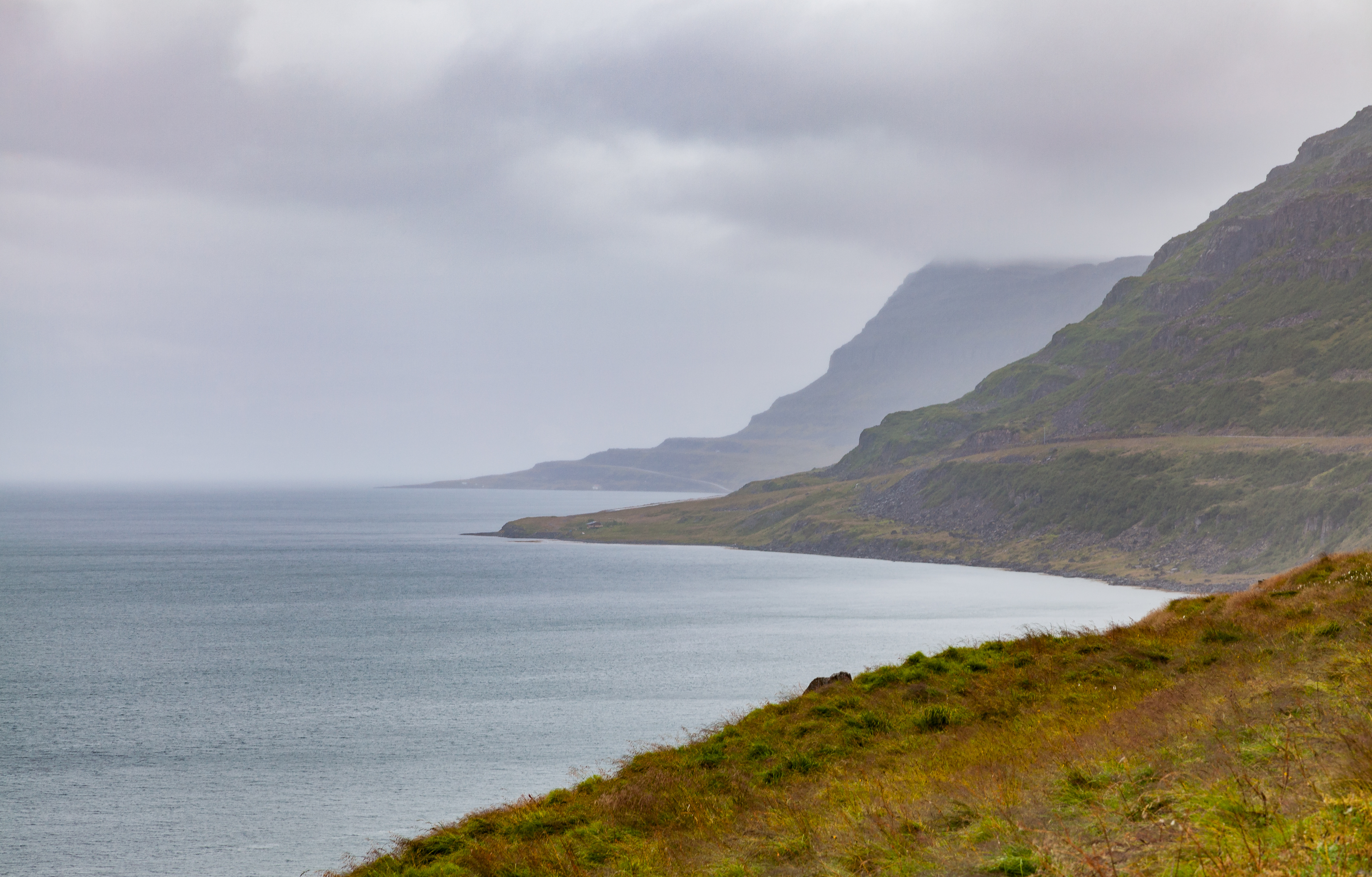
Hvítanes
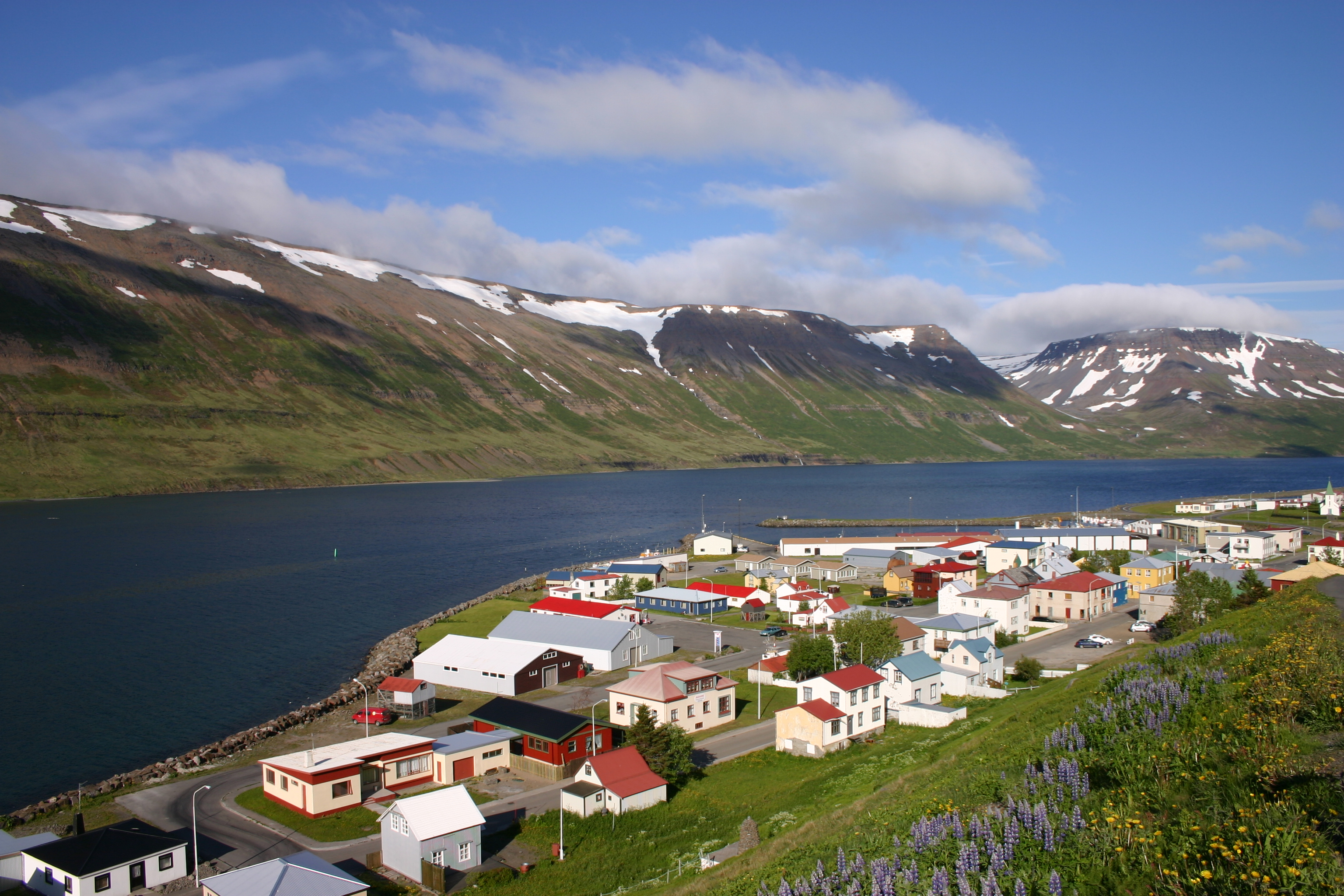
Suðureyri
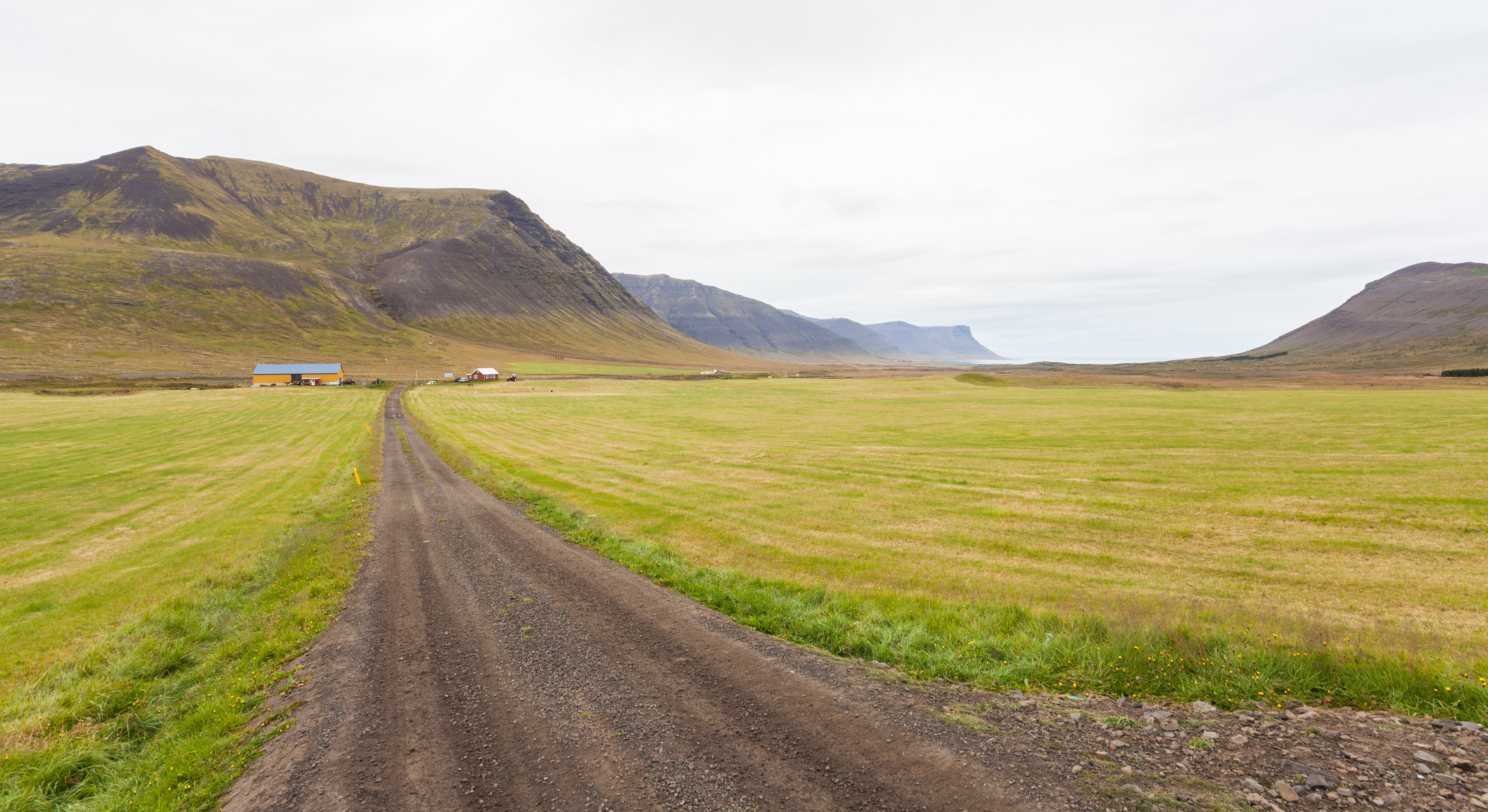
Krajina poblíž Þingeyri